# Rua Gonçalo de Carvalho
Rua Gonçalo de Carvalho é uma rua localizada no bairro Independência da cidade de Porto Alegre, capital do estado brasileiro do Rio Grande do Sul. Ladeada de árvores do gênero tipuana, tornou-se conhecida internacionalmente após uma campanha por sua preservação, que se espalhou pela internet e levou a via a ser apelidada de "a rua mais bonita do mundo" e a ser considerada "patrimônio ambiental" pela prefeitura.

## História
O nome da rua não homenageia o missionário português Gonçalo de Carvalho, como alguns acreditam. O nome é uma homenagem ao comerciante gaúcho Gonçalo de Carvalho.
O sr. Gonçalo H. de Carvalho nasceu em 1853, em Cachoeira do Sul, no Rio Grande do Sul, onde foi educado; esteve no Rio de Janeiro durante quatro anos; voltou em 1868 ao Rio Grande do Sul, e foi durante sete anos empregado em uma casa comercial. Estabeleceu-se por conta própria em 1875, no ramo de miudezas de toda a sorte, que importava da Inglaterra, França, Alemanha, Suíça e outros países da Europa e da América do Norte. As mais de cem árvores do gênero tipuana, enfileiradas em aproximadamente 500 metros de calçadas, teriam sido plantadas no final da década de 1930 por trabalhadores de origem alemã empregados em uma antiga cervejaria local.
Até 2003, a Orquestra Sinfônica de Porto Alegre (Ospa) ocupava o Teatro Leopoldina, na Avenida Independência, mas com a solicitação do imóvel por seus proprietários, a orquestra ficaria sem uma sede permanente. Criada em 2004, a Fundação Cultural Pablo Komlós é fundada para viabilizar a construção de uma sede própria para a Ospa. Em 2005, após negociações com o Shopping Total, ficaria acertado a construção de um prédio para a sinfônica onde estava localizado parte do estacionamento do estabelecimento comercial. Sendo a fachada da sede voltada para a Avenida Cristóvão Colombo, o complexo teria um edifício garagem com saída para a rua Gonçalo de Carvalho. Parte da população da via e do entorno mobiliza-se por considerar o projeto prejudicial à comunidade local e às árvores que formam o túnel verde da rua e o local acaba descartado. A partir de 2006, a Ospa negocia com a prefeitura a área ao lado da Câmara Municipal, no parque Maurício Sirotsky Sobrinho. A obra no local inicia em 2012 mas é interrompida em 2014 por problemas com a construtora. Em 2018, a Ospa ganharia um espaço permanente quando é inaugurado no Centro Administrativo Fernando Ferrari (Caff) a sala de concertos da sinfônica. 
Após a mobilização dos moradores pela preservação das árvores da Gonçalo de Carvalho, o local foi reconhecido como "patrimônio histórico, cultural e ambiental da cidade" em decreto assinado pelo prefeito José Fogaça em 5 de junho de 2006. O anúncio de tal reconhecimento foi feito durante a abertura da 22ª Semana Municipal do Meio Ambiente.
Em 2008, após um biólogo português ver fotos da rua na internet, deu o apelido de "a rua mais bonita do mundo" para a via em seu site. O título informal acaba permanecendo e atraindo assim diversos visitantes ao local atrás de registros fotográficos do local, principalmente do túnel verde formado pelas tipuanas.
Na noite de 29 de janeiro de 2016, a tempestade que atinge Porto Alegre faz com que diversos galhos fossem arrancados, chegando a derrubar árvores inteiras pela raiz e interditando a rua por horas. O túnel verde acaba ficando com alguns vazios em sua cobertura mas permanece para a satisfação dos moradores e visitantes.